# Судије на Европском првенству у фудбалу 2024.
Судије на Европском првенству у фудбалу 2024. изабрала је УЕФА, која је одредила укупно 77 званичника из 15 држава, од чега 19 главних судија, 38 помоћних, 20 ВАР судија и 12 судија за подршку, по шест који имају улогу четвртог судије и шест који имају улогу резервног помоћног судије. Међу главним и међу помоћним судијама није било ниједне жене. Изабран је и један аргентински судијски тим, главни судија и два помоћника, као дио споразума између Уефе и Конмебола.

## Позадина
Европско првенство 2024. било је 17. издање Европског првенства у фудбалу, главног такмичења у Европи за сениорске репрезентације чланице Уефе. Одржава се у Њемачкој од 14. јуна до 14. јула.
Дана 23. априла 2024. УЕФА је објавила списак од 19 судија, 38 помоћних судија и 20 ВАР судија за првенство. Међу 19 главних судија, изабрано је по двоје из Енглеске, Италије, Француске и Њемачке, док је из 11 држава изабран по један судија.
Није изабрана ниједна жена, ни међу главним ни помоћним судијама, након чега је Фудбалски савез Француске критиковао Уефу, првенствено због тога што није изабрана Стефани Фрапар, која је судила на Свјетском првенству 2022. као и претходно на Европском првенству 2020. Судија из Француске — Клеман Тирпен, судио је на трећем Европском првенству, док су на свом другом првенству судили Славко Винчић, Ентони Тејлор, Данијел Зиберт, Данијеле Орсато, Мајкл Оливер, Шимон Марћињак, Дани Макели, Иштван Ковач и Артур Соарес Диас,

## Судије

### Судијски тимови
| Држава      | Судија             | Помоћне судије                              |
| ----------- | ------------------ | ------------------------------------------- |
| Шпанија     | Хесус Гил Манзано  | Дијего Барберо Севиља Анхел Невадо Родригез |
| Италија     | Марко Гвида        | Филипо Мели Ђорђо Перети                    |
| Румунија    | Иштван Ковач       | Овидију Артене Василе Маринеску             |
| Словачка    | Иван Кружлијак     | Бранислав Ханчко Јан Позор                  |
| Француска   | Франсоа Летексје   | Сирил Миње Меди Рамуни                      |
| Холандија   | Дани Макели        | Хесел Стегстра Јан де Врис                  |
| Пољска      | Шимон Марћињак     | Томаш Листкјевич Адам Купсик                |
| Турска      | Халил Умут Мелер   | Мустафа Емре Ејсој Керем Ерсој              |
| Шведска     | Глен Ниберг        | Махбод Беиги Андреас Седеквист              |
| Енглеска    | Мајкл Оливер       | Стјуарт Бурт Ден Кук                        |
| Италија     | Данијеле Орсато    | Чиро Карбоне Алесандро Ђалатини             |
| Швајцарска  | Сандро Шерер       | Стефан де Алмеида Беким Зогај               |
| Њемачка     | Данијел Зиберт     | Јан Сајдел Рафаел Фолтин                    |
| Португалија | Артур Соареш Дијаш | Паоло Соареш Педро Рибеиро                  |
| Енглеска    | Ентони Тејлор      | Адам Нан Гари Бесвик                        |
| Француска   | Клеман Тирпен      | Никола Дано Бенжамен Паж                    |
| Словенија   | Славко Винчић      | Томаж Кланчник Андраж Ковачич               |
| Њемачка     | Феликс Цвајер      | Стефан Луп Марко Ашмилер                    |
| Аргентина   | Факундо Тељо       | Габријел Чаде Езекијел Браиловски           |

### ВАР судије
| Судија                      | Држава      |
| --------------------------- | ----------- |
| Жером Брисар                | Француска   |
| Бастијан Данкерт            | Њемачка     |
| Алехандро Ернандез Ернандез | Шпанија     |
| Марко Фриц                  | Њемачка     |
| Алпер Улусој                | Турска      |
| Масимилијано Ирати          | Италија     |
| Томаш Квјатковски           | Пољска      |
| Хуан Мартинез Мунуера       | Шпанија     |
| Вили Делажо                 | Француска   |
| Паоло Валери                | Италија     |
| Пол ван Букел               | Холандија   |
| Роб Деперинк                | Холандија   |
| Стјуарт Атвел               | Енглеска    |
| Дејвид Кут                  | Енглеска    |
| Кристијан Дингерт           | Њемачка     |
| Бартош Франковски           | Пољска      |
| Каталин Попа                | Румунија    |
| Нејц Кајтазович             | Словенија   |
| Тијаго Мартинс              | Португалија |
| Федаји Сан                  | Швајцарска  |

### Судије за подршку
| Држава              | Четврти судија   | Резервни помоћни судија |
| ------------------- | ---------------- | ----------------------- |
| Босна и Херцеговина | Ирфан Пељто      | Сенад Ибришимбеговић    |
| Литванија           | Донатас Румшас   | Александар Радиуш       |
| Холандија           | Сердар Гозубујук | Јохан Балдер            |
| Норвешка            | Еспен Ескес      | Јан Ерик Енган          |
| Словенија           | Раде Обреновић   | Јуре Прапортник         |
| Украјина            | Микола Балакин   | Олександер Беркут       |

## Статистика

### По утакмицама
| Коло              | Утакмица                              | Главни судија      | Помоћне судије                  | ВАР судија         |
| Групна фаза       | Групна фаза                           | Групна фаза        | Групна фаза                     | Групна фаза        |
| 1. коло           | Њемачка—Шкотска                       | Клеман Тирпен      | Никола Дано Бенжамен Паж        | Жером Брисар       |
| 1. коло           | Мађарска—Швајцарска                   | Славко Винчић      | Томаж Кланчник Андраж Ковачич   | Нејц Кајтазович    |
| 1. коло           | Шпанија—Хрватска                      | Ентони Тејлор      | Адам Нан Гари Бесвик            | Стјуарт Атвел      |
| 1. коло           | Италија—Албанија                      | Феликс Цвајер      | Стефан Луп Марко Ашмилер        | Бастијан Данкерт   |
| 1. коло           | Пољска—Холандија                      | Артур Соареш Дијаш | Паоло Соареш Педро Рибеиро      | Тијаго Мартинс     |
| 1. коло           | Словенија—Данска                      | Сандро Шерер       | Стефан де Алмеида Беким Зогај   | Федаји Сан         |
| 1. коло           | Србија—Енглеска                       | Данијеле Орсато    | Чиро Карбоне Алесандро Ђалатини | Масимилијано Ирати |
| 1. коло           | Румунија—Украјина                     |                    |                                 |                    |
| 1. коло           | Белгија—Словачка                      |                    |                                 |                    |
| 1. коло           | Аустрија—Француска                    |                    |                                 |                    |
| 1. коло           | Турска—Грузија                        |                    |                                 |                    |
| 1. коло           | Португалија—Чешка                     |                    |                                 |                    |
| 2. коло           | Хрватска—Албанија                     |                    |                                 |                    |
| 2. коло           | Њемачка—Мађарска                      |                    |                                 |                    |
| 2. коло           | Шкотска—Швајцарска                    |                    |                                 |                    |
| 2. коло           | Словенија—Србија                      |                    |                                 |                    |
| 2. коло           | Данска—Енглеска                       |                    |                                 |                    |
| 2. коло           | Шпанија—Италија                       |                    |                                 |                    |
| 2. коло           | Словачка—Украјина                     |                    |                                 |                    |
| 2. коло           | Пољска—Аустрија                       |                    |                                 |                    |
| 2. коло           | Холандија—Француска                   |                    |                                 |                    |
| 2. коло           | Грузија—Чешка                         |                    |                                 |                    |
| 2. коло           | Турска—Португалија                    |                    |                                 |                    |
| 2. коло           | Белгија—Румунија                      |                    |                                 |                    |
| 3. коло           | Швајцарска—Њемачка                    |                    |                                 |                    |
| 3. коло           | Шкотска—Мађарска                      |                    |                                 |                    |
| 3. коло           | Албанија—Шпанија                      |                    |                                 |                    |
| 3. коло           | Хрватска—Италија                      |                    |                                 |                    |
| 3. коло           | Холандија—Аустрија                    |                    |                                 |                    |
| 3. коло           | Француска—Пољска                      |                    |                                 |                    |
| 3. коло           | Енглеска—Словенија                    |                    |                                 |                    |
| 3. коло           | Данска—Србија                         |                    |                                 |                    |
| 3. коло           | Словачка—Румунија                     |                    |                                 |                    |
| 3. коло           | Украјина—Белгија                      |                    |                                 |                    |
| 3. коло           | Грузија—Португалија                   |                    |                                 |                    |
| 3. коло           | Чешка—Турска                          |                    |                                 |                    |
| Елиминациона фаза | Елиминациона фаза                     | Елиминациона фаза  | Елиминациона фаза               | Елиминациона фаза  |
| Осмина финала     | Другопласирани А—Другопласирани Б     |                    |                                 |                    |
| Осмина финала     | Побједник А—Другопласирани Ц          |                    |                                 |                    |
| Осмина финала     | Побједник Ц—Трећепласирани Д/Е/Ф      |                    |                                 |                    |
| Осмина финала     | Побједник Б—Трећепласирани А/Д/Е/Ф    |                    |                                 |                    |
| Осмина финала     | Другопласирани Д—Другопласирани Е     |                    |                                 |                    |
| Осмина финала     | Побједник Ф—Трећепласирани А/Б/Ц      |                    |                                 |                    |
| Осмина финала     | Побједник Е—Трећепласирани А/Б/Ц/Д    |                    |                                 |                    |
| Осмина финала     | Побједник Д—Другопласирани Ф          |                    |                                 |                    |
| Четвртфинале      | Побједник меча 39—Побједник меча 37   |                    |                                 |                    |
| Четвртфинале      | Побједник меча 41—Побједник меча 42   |                    |                                 |                    |
| Четвртфинале      | Побједник меча 40—Побједник меча 38   |                    |                                 |                    |
| Четвртфинале      | Побједник меча 43—Побједник меча 44   |                    |                                 |                    |
| Полуфинале        | Побједник меча 45—Побједник меча 46   |                    |                                 |                    |
| Полуфинале        | Побједник меча 47—Побједник меча 48   |                    |                                 |                    |
| Финале            | Побједник меча 49 — побједник меча 50 |                    |                                 |                    |
| ----------------- | ------------------------------------- | ------------------ | ------------------------------- | ------------------ |